# Newcastle (Down)
Newcastle (en gaèlic irlandès An Caisleán Nua, en escocès de l'Ulster Newkessel o Newcaissle) és una ciutat d'Irlanda del Nord, al comtat de Down, a la província de l'Ulster. La ciutat es promou com a "complex de vacances" per a Irlanda del Nord i la seva característica més especial és la seva ubicació al peu del Slieve Donard. La ciutat s'ha beneficiat de les divises proporcionades pel turisme costaner d'alta qualitat.

## Demografia
Newcastle és classificada com a ciutat petita per la Northern Ireland Statistics and Research Agency (NISRA) (amb una població entre 4.500 i 10.000 habitants). Segons el cens de 2001 tenia 7.444 habitants dels quals:
- 23,5% tenien menys de 16 anys i el 21,7% més de 60
- 47,4% eren homes i el 52,6% eren dones
- 69,3% eren catòlics irlandesos i el 28,4% eren protestants
- 4,1% dels habitants entre 16–74 anys estaven a l'atur.

## Història
El nom de la ciutat es creu que deriven d'un castell (demolit al segle XIX), construït per Felix Magennis a finals del segle xvi a la desembocadura del riu Shimna. S'esmenta el nom de Newcastle ja en 1433, pel que és probable que prèviament hi hagués un altre castell.
En el segle xvii els ports de l'Ulster començaren a prosperar. En 1625 William Pitt fou nomenat Protector dels ports de Dundrum, Killough, Portaferry, Donaghadee, Bangor i Holywood.
En 1910 Harry Ferguson va volar rn un petit aeroplà per la platja de Newcastle en el primer vol en motor a Irlanda. El seu primer enlairament va acabar malament, però segons un diari modern Va volar una distància de gairebé tres milles al llarg de la ribera i a una altitud que variava entre 50 i 500 peus.
Newcastle va escapar afortunadament dels pitjors esdeveniments del conflicte d'Irlanda del Nord i els seus residents, tant catòlics com protestants, van viure en relativa pau encara que hi ha hagut una forta oposició a les parades lleialistes en la ciutat.

## Agermanaments
- New Ross (comtat de Wexford)

## Personatges il·lustres
- Florence Balcombe, esposa de Bram Stoker